# 阿多田島灯台資料館
阿多田島灯台資料館（あたたじまとうだいしりょうかん）は、広島県大竹市にある、灯台に関する資料を展示している資料館（博物館）である。

## 概要
1903年（明治36年）竣工の旧安芸白石灯標事務所が大竹市に譲渡され、1996年（平成6年）資料館として再開館したもの。付属施設含め国の登録有形文化財に登録された。
瀬戸内海広島湾に浮かぶ阿多田島の東南端にある。大竹市が管理する宿泊施設「海の家あたた」の付属施設として位置づけられており、普段は施錠されており見学の際には市教育委員会生涯学習課か海の家あたたに事前連絡する必要がある。

## 施設
設計は逓信省航路標識管理所。元々はこの付近にある安芸白石灯標を管理していた施設で吏員の退息所・油庫・物置の3つの施設からなるが、資料館として公開しているものは旧吏員退息所のみになる。3つとも洋風煉瓦造で、外壁をモルタル処理している。
- 資料館
  - 文化財登録名は阿多田島灯台資料館（旧安芸白石挂燈立標施設）吏員退息所。煉瓦造平屋建、瓦葺、建築面積91m2。元々は吏員が駐在した管理棟[4]。
  - 近代の灯台に関する資料が展示されや吏員の暮らしぶりがそのまま残っている[2]。
- 付帯施設
  - 旧物置 - 文化財登録名は阿多田島灯台資料館（旧安芸白石挂燈立標施設）物置。煉瓦造平屋建、瓦葺、建築面積42m2。元々は物置・浴室[5]。
  - 旧油庫 - 文化財登録名は阿多田島灯台資料館（旧安芸白石挂燈立標施設）油庫。煉瓦造平屋建、スレート葺、建築面積14m2。元々は燈火用の油庫[6]。2つの建物から少し離れた位置である南側海岸沿いにある。

## 沿革
白石とは、阿多田島と大黒神島の間約6kmの中間付近にある岩礁である。安芸白石灯標（座標：北緯34度10分41秒 東経132度20分53秒 / 北緯34.17806度 東経132.34806度）、竣工当時の名称は安芸白石挂灯立標、はその白石に明治36年（1903年）建てられた灯台である。この明治期の短い期間に広島湾には幾つもの灯台が整備された。これは全国的に見ても珍しいものとなっている。
- 明治32年（1899年） : 新開鼻灯台
- 明治35年（1902年） : 亀石灯標
- 明治36年（1903年） : 安芸白石灯標、中ノ瀬灯標
- 明治37年（1904年） : 屋形石灯標、西五番之砠灯標、安芸絵ノ島灯台

この時代、明治22年（1889年）呉市を拠点に大日本帝国海軍呉鎮守府が開府、明治27年（1894年）日清戦争が勃発すると宇品港（広島港）が大日本帝国陸軍の兵站拠点となり、広島湾周辺に重要な軍事拠点が置かれたため一連の灯台群が整備されたと考えられている。
そして広島湾の入口にあたる阿多田島に、安芸白石灯標と西五番之砠灯標を管理するため「白石挂灯立標吏員退息所」であるこの建物群が整備された。のち「安芸白石航路標識事務所」に名称変更、昭和53年（1978年）合理化により施設自体は閉鎖された。そこへ平成6年（1994年）大竹市に贈与され、改修後平成8年（1996年）から資料館として開館した。同年、国の登録有形文化財に登録された。

## 交通
阿多田島#交通参照